# Le Crime de l'Orient-Express (téléfilm, 2001)
Pour les articles homonymes, voir Le Crime de l'Orient-Express (homonymie).
Pour plus de détails, voir Fiche technique et Distribution.
Le Crime de l'Orient-Express (Murder on the Orient Express) est un téléfilm américain réalisé par Carl Schenkel, diffusé le 22 avril 2001 sur CBS aux États-Unis. Il est adapté du roman Le Crime de l'Orient-Express d'Agatha Christie, mettant en scène le détective belge Hercule Poirot.
À la différence du roman, l'action se déroule à l'époque contemporaine.

## Fiche technique
- Titre français : Le Crime de l'Orient-Express
- Titre original : Murder on the Orient Express
- Réalisation : Carl Schenkel
- Scénario : Stephen Harrigan, d'après le roman Le Crime de l'Orient-Express d'Agatha Christie.
- Direction artistique : Stephen Bradshaw
- Décors : Paul Rowan
- Costumes : Jane Robinson
- Photographie : Rex Maidment
- Montage : Henk Van Eeghen
- Musique : Christopher Franke et Edgar Rothermich
- Production : Marion Rosenberg
- Production déléguée : Daniel H. Blatt, Phil Clymer et Jeffrey S. Grant
- Production associée : Liam Foster et Carol Rodger
- Société de production : Agatha Christie Ltd., Daniel H. Blatt Productions, Hopecharm Ltd., ZDF Enterprises, MediaVest Worldwide
- Société de distribution : Columbia Broadcasting System (CBS) (États-Unis)
- Pays d’origine :  États-Unis
- Langue originale : anglais
- Format : couleur — 35 mm — 1,33:1 — Stéréo
- Genre : Téléfilm policier
- Durée : 100 minutes
- Dates de sortie :
  -  États-Unis : 22 avril 2001

## Distribution
- Alfred Molina (VF : Denis Boileau) : Hercule Poirot
- Meredith Baxter (VF : Frédérique Tirmont) : Mrs. Caroline Hubbard
- Leslie Caron : Sra. Alvarado
- Amira Casar : Helena von Strauss
- Nicolas Chagrin (VF : Bernard Woringer) : Pierre Michel
- Tasha de Vasconcelos (VF : Pascale Vital) : Vera Rossakoff
- David Hunt (en) (VF : Bernard Lanneau) : Bob Arbuthnot
- Adam James (VF : François Pacôme) : William MacQueen
- Dylan Smith : Tony Foscarelli
- Peter Strauss (VF : Joël Martineau) : Mr. Samuel Ratchett
- Fritz Wepper (VF : Daniel Gall) : Wolfgang Bouc
- Kai Wiesinger (VF : Alexandre Gillet) : Philip von Strauss
- Natasha Wightman (VF : Hélène Chanson) : Mary Debenham